# Lagundo
Lagundo (in tedesco Algund) è un comune italiano di 5 064 abitanti della provincia autonoma di Bolzano in Trentino-Alto Adige.

## Geografia fisica
Il territorio comunale di Lagundo presenta la particolare caratteristica di essere suddiviso in due parti, separate dal territorio comunale di Parcines.

## Origini del nome
Il toponimo è attestato nel 995-1005 come Alagumna, nel 1158 come Algundis e nel 1164 come Algund e forse deriva dal latino lacus ("lago") attraverso una forma lacumen per "laguna".

## Storia
Il paese è attraversato dall'antica Via Claudia Augusta, anche se il ponte sull'Adige a lungo ritenuto romano si è rivelato dopo un'attenta analisi appartenere invece al XV secolo. Il comune è anche sede del convento delle domenicane di Maria Steinach, una fondazione dei conti del Tirolo del XIII secolo.
A Plars vi era un notevole possedimento medievale del convento di St. Mang a Füssen che produceva vino per l'abbazia sveva.

### Simboli
Lo stemma, basato sui simboli dei domini locali del vescovo di Bressanone, rappresenta un barile di vino, sovrastato da un tralcio di vite con grappolo di uva nera, su sfondo oro. La botte e l'uva simboleggiano la viticoltura praticata nella zona, Il bordo, una corona dentata bianca e rossa, non ha significato storico, ma simboleggia le montagne e riprende i colori tirolesi. Lo stemma attuale è stato adottato nel 1970.

## Monumenti e luoghi d'interesse
Di fronte all'ufficio turistico sono state collocate delle copie esatte di menhir effettuate utilizzando il marmo di Lasa in quanto lì sono stati ritrovati durante alcuni scavi risalenti agli anni 90 (quelli originali sono invece presso il museo civico di Bolzano). Tali massi erano legati alla religione che si ebbe durante la colonizzazione ligure-illirica, ovvero risalente a 3.000 anni fa, dove su alcune stele sono raffigurati i graffiti simili ai tatuaggi di Ötzi. Tra i menhir ve ne è anche uno femminile.

## Società

### Ripartizione linguistica
La sua popolazione è in maggioranza germanofona, nonostante sia presente una discreta minoranza italofona mistilingue, chiamati anche krautwalsch, che rappresenta circa il 17% della popolazione.
| %      | Ripartizione linguistica (gruppi principali) |
| ------ | -------------------------------------------- |
| 82,75% | madrelingua tedesca                          |
| 16,90% | madrelingua italiana                         |
| 0,35%  | madrelingua ladina                           |

### Evoluzione demografica
Abitanti censiti

## Economia
Per quanto riguarda l'artigianato, importante e rinomata è la produzione di mobili in legno, di mobili d'arte e di arredamenti tipici campagnoli.
Il paese di Lagundo è noto agli appassionati di birra in quanto presso una sua frazione, Foresta (ted. Forst), si trova lo stabilimento della birra Forst. Inoltre, nel territorio comunale vengono prodotti quattro formaggi che fanno parte dell'elenco dei prodotti agroalimentari tradizionali italiani: il formaggio di Lagundo, il formaggio contadino semigrasso di Lagundo, il caprino di Lagundo e l'Aschbach magro.

## Infrastrutture e trasporti

### Ferrovie
Lagundo ha una propria stazione ferroviaria che si trova sulla ferrovia della Val Venosta, inoltre presso la frazione di Foresta termina il percorso della MeBo.

## Amministrazione
| Periodo | Periodo   | Primo cittadino | Partito | Carica  | Note |
| ------- | --------- | --------------- | ------- | ------- | ---- |
| 2005    | 2010      | Anton Schrötter | SVP     | Sindaco |      |
| 2010    | in carica | Ulrich Gamper   | SVP     | Sindaco |      |

## Sport

### Arrampicata
Lagundo è molto conosciuta tra gli amanti dell'arrampicata sportiva per essere la principale area bouldering dell'Alto Adige con oltre 400 passaggi distribuiti in 15 settori.